# Эбсдорфергрунд
Эбсдорфергрунд (нем. Ebsdorfergrund) — община в Германии, в земле Гессен. Подчиняется административному округу Гиссен. Входит в состав района Марбург-Биденкопф. Население составляет 8886 человек (на 31 декабря 2010 года). Занимает площадь 72,89 км². Официальный код 06 5 34 008.

## Галерея

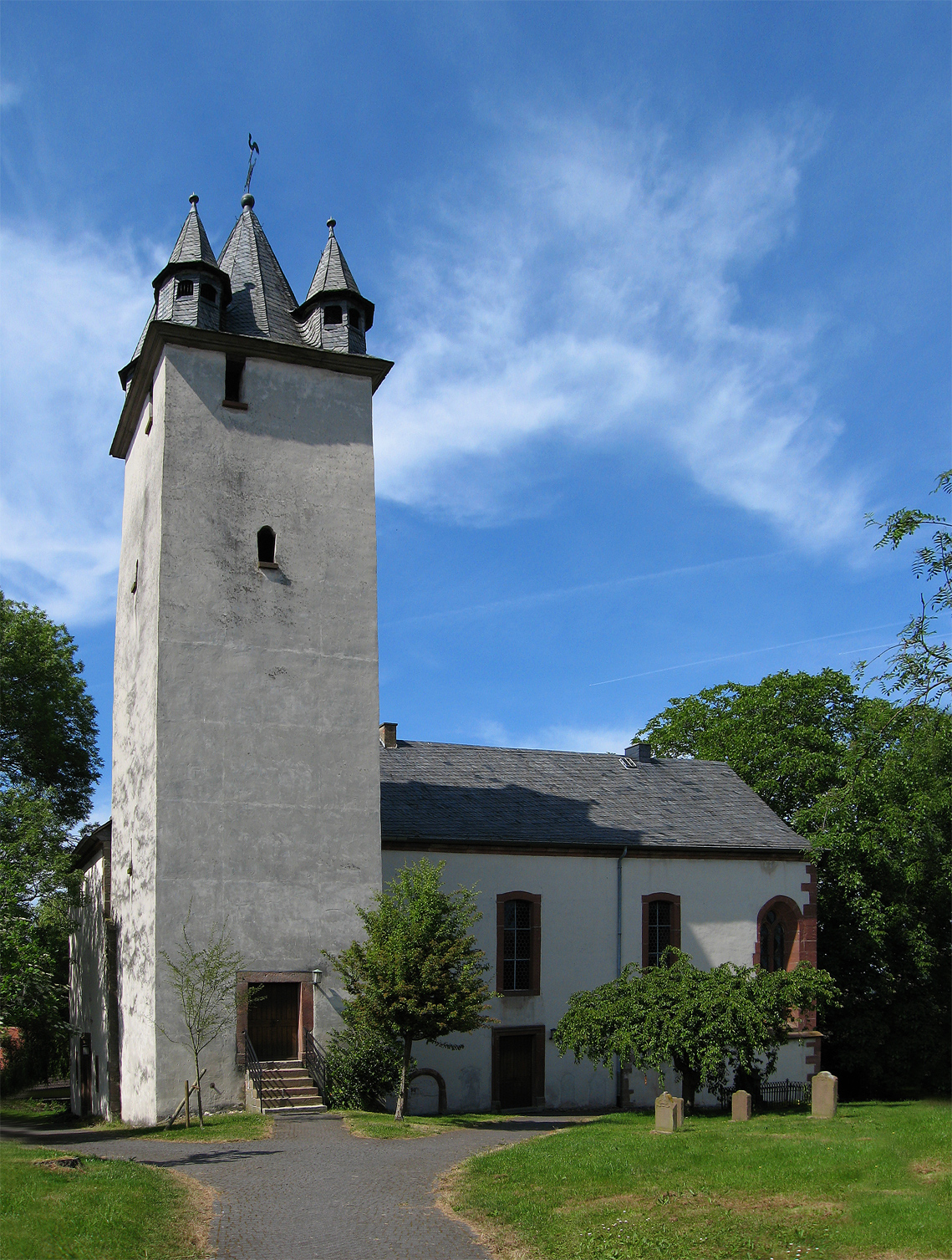
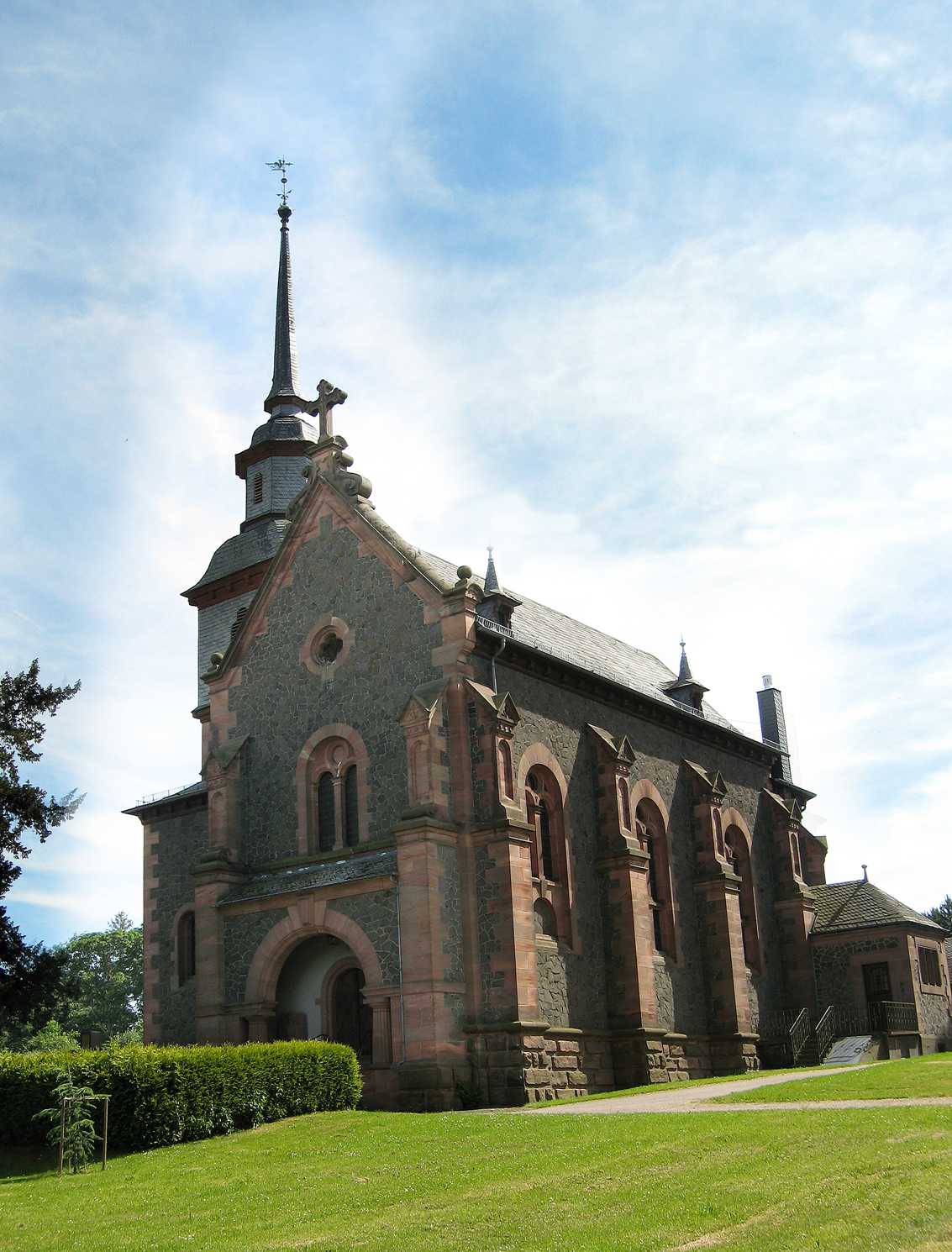
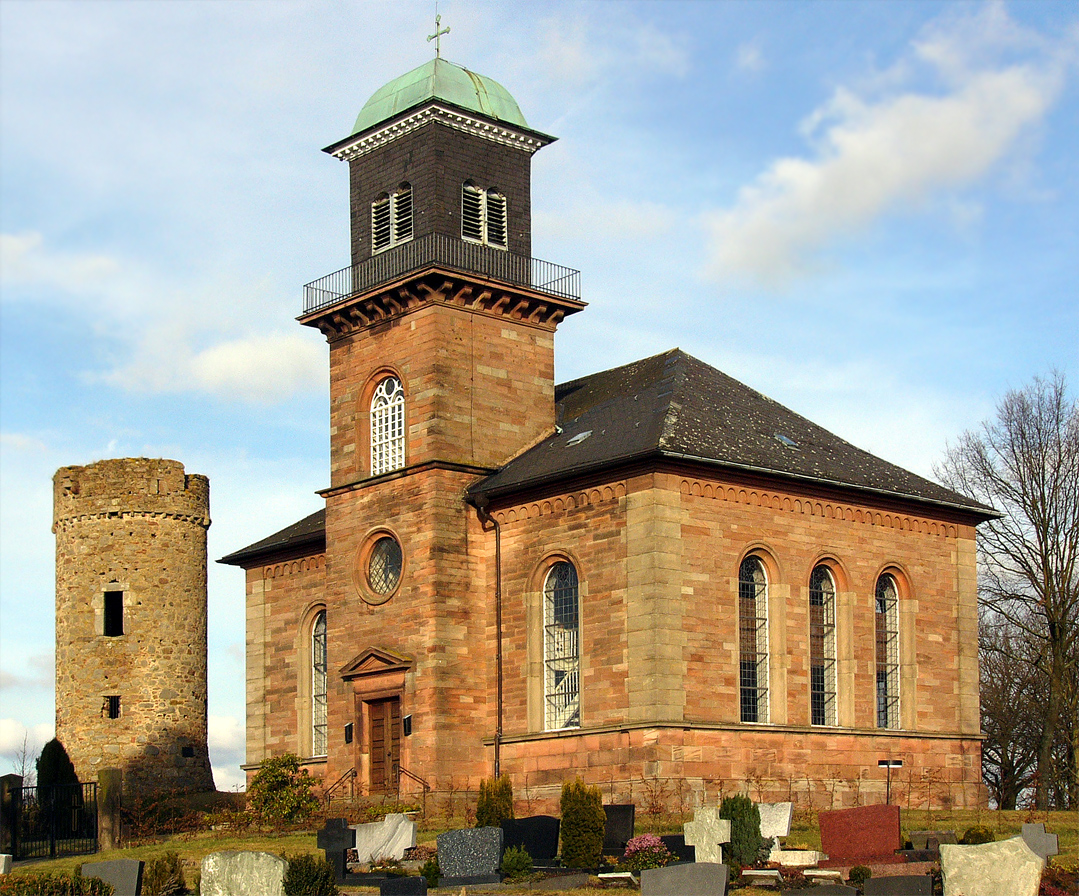

## Население
| Год  | Численность | Численность |
| ---- | ----------- | ----------- |
| 2017 | 8892        | [ 1 ]       |
| 2019 | 8879        | [ 4 ]       |
| 2021 | 8990        | [ 5 ]       |
| 2022 | 9033        | [ 6 ]       |
| 2023 | 9097        | [ 2 ]       |

## Достопримечательности
- Замок Рауишхольцхаузен